# 권영민 (배구 선수)
권영민(權寧敏, 1980년 7월 5일~)은 대한민국의 배구 선수, 지도자이다. 현재 수원 한국전력 빅스톰의 감독을 맡고 있다.

## 약력
권영민은 초등학교 5학년 때부터 배구를 시작하였다. 인하사대부고를 졸업하고 인하대학교에 입학하여 2002년 대학 배구 연맹전에서 구상윤, 장광균과 함께 인하대학교를 대학 배구 최정상에 올려 놓았다. 한 박자 빠르고 정확한 토스에다 블로킹에도 가담하는 능력을 갖춰 국가대표 세터의 계보를 잇는 선수로 주목받았다. 거기에 부산 아시안 게임 금메달 멤버로도 활약하게 된다. 그를 스카우트하기 위해 인하대학교를 운영하는 재단인 학교법인 인하학원을 갖고 있는 대한항공과 현대캐피탈이 경쟁을 벌였고, 결국 권영민은 현대캐피탈에 입단하게 된다.
하지만 송만덕 당시 현대캐피탈 감독이 2003년 가을에 선수단 이탈 사건으로 사퇴한 후 김호철 감독이 부임하면서, 권영민은 김호철 감독에게 집중 조련을 받게 되었다. 세터 출신인 김호철 감독은 권영민을 조련하면서 호된 질책을 하였고, 심지어는 김호철 감독에게 맞기까지 했다. 하지만 권영민 선수는 모든 어려움을 극복하고 마침내 현대캐피탈이 2005~2006 시즌과 2006~2007 시즌 챔피언 결정전에서 우승하는 데 기여하였다.

## 수상 경력
- 2002년 대학 배구 연맹전 최우수 선수
- 2002년 부산 아시안 게임 금메달
- 2006년 도하 아시안 게임 금메달
- 2007년 한일 탑매치 최우수 선수
- 2011년 아시아 배구 선수권 대회 3위

## 에피소드
권영민은 박철우를 현대캐피탈로 입단하도록 권유했던 일도 있다. 당시 박철우는 경북사대부고 졸업을 앞두고 있을 때였고, "제2의 장윤창" 혹은 "제2의 김세진"이라는 호칭을 받으며 많은 대학의 스카웃 제안을 받고 있었을 때였다. 그러나 박철우는 대학으로 가지 않고 실업팀으로 입단하기로 마음을 먹고 삼성화재에 입단을 앞두고 있었다. 그러나 박철우가 청소년대표팀에 있을 때 권영민이 "현대캐피탈로 와서 삼성화재를 이겨보자"라고 제안했고, 박철우는 그 말에 흥미를 느끼고 현대캐피탈로 방향을 바꾸었던 것이다.